# Ridlington
Ridlington är en ort och civil parish i Storbritannien.   Den ligger i grevskapet och kommunen Rutland och riksdelen England, i den sydöstra delen av landet, 130 km norr om huvudstaden London. Ridlington ligger 164 meter över havet och antalet invånare är 202.
Terrängen runt Ridlington är huvudsakligen platt. Ridlington ligger uppe på en höjd. Runt Ridlington är det ganska tätbefolkat, med 93 invånare per kvadratkilometer. Närmaste större samhälle är Corby, 13,7 km söder om Ridlington. Trakten runt Ridlington består till största delen av jordbruksmark.